# Legend of the Forgotten Reign - Chapter I: The Destruction
Legend of the Forgotten Reign - Chapter I: The Destruction è il primo album in studio del gruppo musicale power metal italiano Kaledon.

## Tracce
1. The Calling (Strumentale)
2. In Search of Kaledon
3. Army of the Undead King
4. Thunder in the Sky
5. Streets of the Kingdom
6. Spirit of the Dragon
7. Hero of the Land
8. God Says Yes
9. Deep Forest
10. Desert Land of Warriors
11. The Jackal's Fall

## Formazione
- Claudio Conti - voce
- Alex Mele - chitarra
- Tommy Nemesio - chitarra
- Daniele Fuligni - tastiere
- Paolo Lezziroli - basso
- David Folchitto - batteria